# Alfred Behrmann
Alfred Behrmann (* 21. Februar 1928 in Berlin; † 12. Mai 2022) war ein deutscher Literaturwissenschaftler und Hochschullehrer.

## Leben
Behrmann studierte Germanistik und Anglistik in Berlin und Philadelphia (USA). 1956 wurde er an der Freien Universität Berlin promoviert.
Anschließend lehrte er an der FU bis 1993 Neuere deutsche Philologie, zunächst als akademischer Rat, dann als Hochschullehrer ohne eigentliche Habilitation.
Behrmann spezialisierte sich zunächst darauf, über Gegenstände der Germanistik und Literaturwissenschaft eine Reihe von Handbüchern zu verfassen. Außerdem publizierte er auch im Bereich der Komparatistik und legte Übersetzungen von englischer Literatur aus dem 18. Jahrhundert vor (Aphra Behn und Henry Fielding).
Er starb im Alter von 94 Jahren. Sein Grab befindet sich auf dem Friedhof in Schildow.

## Veröffentlichungen (Auswahl)
- (mit Joachim Wohlleben): Georg Büchner: Dantons Tod. Eine Dramenanalyse. 1980.
- Einführung in die Analyse von Prosatexten. Sammlung Metzler 1967 (weitere Aufl. 1968; 1971; 1975; 1982)
- Einführung in den neueren deutschen Vers. Von Luther bis zur Gegenwart. Sammlung Metzler, Stuttgart 1990.
- Wörterwelten. Kleine Schriften zur Sprache und Literatur. 1. Aufl. Berlin: Weidler 2002. Darin: Bibliographie Alfred Behrmann 1956 bis 2002, S. 381–389.
- Umrisse. Kleine Zeichnungen nach der moralischen Natur. Königshausen & Neumann 2010.
- Ausblicke. Wahrnehmungen und Reflexionen. Königshausen & Neumann 2021.

## Ehrungen
- Klaus Deterding (Hrsg.): Wahrnehmungen im poetischen All. Festschrift für Alfred Behrmann zum 65. Geburtstag. Beiträge zur neueren Literaturgeschichte, Series 3/129. Carl Winter, Heidelberg 1993.